# 港西中里
港西中里，是台灣南部自清治時期至日治初期的一個行政區劃，其範圍包括今屏東縣的鹽埔鄉全部、高樹鄉東南端、長治鄉全部、麟洛鄉全部、內埔鄉東北部、屏東市全部及萬丹鄉西北部。
港西中里北邊為港西上里，東邊為蕃地，南邊為港東上里、港西下里，西邊為小竹上里、觀音內里。

## 管轄街庄
港西中里共轄20個街庄：
- 今鹽埔鄉境內：鹽埔庄、新圍庄、彭厝庄
- 今高樹鄉境內：大路關庄
- 今長治鄉境內：火燒庄、德協庄、番仔藔庄
- 今麟洛鄉境內：麟洛庄
- 今內埔鄉境內：犁頭鏢庄、隘藔庄、老埤庄、番仔厝庄
- 今屏東市境內：阿緱街、頭前溪庄、崇蘭庄、海豐庄、歸來庄、公館庄、大湖庄
- 今萬丹鄉境內：社皮庄